# أنجيلا أغوستيني
أنجيلا أغوستيني (بالإيطالية: Angela Agostini)‏ هي عالمة نبات إيطالية، ولدت في 1880، وتوفيت في القرن العشرين.